# 館野奈穂
館野 奈穂（たての なほ、1990年9月16日 - ）は、日本の元グラビアアイドル。マークスジャパンに所属していた。
趣味は、ピアノ。

## 略歴
2009年に『現役JK17の限界！ 少女のゆめ』（2009年1月24日、オルスタックピクチャーズ）でDVDデビューを果たした。
2011年9月15日付の公式ブログで、引退を公表した。

## 作品

### イメージビデオ

#### 2009年
- 『現役JK17の限界！ 少女のゆめ』（2009年1月24日、オルスタックピクチャーズ）
- 『セイフク少女』（2009年3月3日、オルスタックピクチャーズ）
- 『いけない清純』（2009年5月29日、オルスタックピクチャーズ）
- 『現役JK秘密の放課後』（2009年7月10日、日本メディアサプライ）
- 『競泳水着デジタルカタログ 2』（2009年8月21日 、メディアブランド）
- 『プチ・ディーバ 館野奈穂』（2009年9月4日、心交社）
- 『美少女企画「なほのヒ・ミ・ツ」』（2009年11月20日、ROOM18）
- 『競泳水着デジタルカタログ 6』（2009年12月18日、メディアブランド）

#### 2010年
- 『少女のつぼみ』（2010年1月22日、メディアブランド）
- 『VOLTAGE-CLASH 館野奈穂』（2010年7月16日、マーレーインターナショナル、オルスタックピクチャーズ）
- 『SCNE-001 Super Cyclone 館野奈穂』（2010年9月16日、マーレーインターナショナル、オルスタックピクチャーズ）
- 『ひみつの桃色白書』（2010年10月15日、メディアブランド）
- 『センチュリオン 館野奈穂』（2010年11月11日、グラッツコーポレーション）

#### 2011年
- 『イノセント（守ってあげたい） 館野奈穂』（2011年1月21日、メディアブランド）
- 『SCNE-011 Super Cyclone 館野奈穂Ⅱ』（2011年3月16日、マーレーインターナショナル、オルスタックピクチャーズ）
- 『SCNE-013 Super Cyclone 館野奈穂Ⅲ』（2011年4月19日、マーレーインターナショナル、オルスタックピクチャーズ）
- 『引退！なう！』（2011年5月30日）

#### 2012年
- 『禁断ロリータアイドル 館野奈穂 コレで最後の廃番スペシャル！！』（2012年4月27日、オルスタックソフト販売）